# Karl Kalwoda
Karl Kalwoda (* 18. Juli 1896 in Wien; † 16. Oktober 1951 ebenda) war ein österreichischer Schauspieler. Er trat sowohl auf Theaterbühnen, zuletzt am Volkstheater Wien, als auch als Filmschauspieler auf.
Kalwoda wurde in Wien auf dem Hietzinger Friedhof in einem ehrenhalber gewidmeten Grab (Gruppe 66, Reihe 3, Nummer 1) bestattet.

## Filmografie
- 1943/47:Jugendliebe
- 1947: Singende Engel
- 1948: Gottes Engel sind überall
- 1949: Eroica
- 1951: Kleiner Peter, große Sorgen (Stadtpark)
- 1951: Wien tanzt